# Mikkel Kaufmann
Mikkel Kaufmann Sørensen (Hjørring, 3 de enero de 2001) es un futbolista danés que juega como delantero en el 1. F. C. Heidenheim 1846 de la 1. Bundesliga.

## Trayectoria

### Aalborg BK
Formado en las categorías inferiores del Aalborg BK, debuta con el primer equipo el 6 de agosto de 2018 entrando como suplente en los últimos minutos en una victoria por 0-1 frente al Vendsyssel FF. Anota su primer gol el 7 de abril de 2019 en un empate por 1-1 frente al Hobro IK.

### F. C. Copenhague
El 24 de enero de 2020 se oficializó su incorporación por el F. C. Copenhague, recientes ganadores de la Superliga danesa, para verano de ese año y tras ser el máximo goleador del Aalborg. Sin embargo, después de que Carlo Holse abandonara el club, el Copenhague decidió traerlo en ese mismo mercado.
El 9 de julio de 2021 salió cedido al Hamburgo S. V. de la 2. Bundesliga por una temporada. Un año después fue el Karlsruher S. C. quien se hizo con su cesión. Tras estas dos cesiones se quedó en Alemania al ser traspasado al F. C. Union Berlin, donde permaneció una campaña antes de fichar por el 1. F. C. Heidenheim 1846. En este equipo estuvo media temporada antes de regresar, en otra cesión, al Karlsruher S. C. en enero de 2025.

## Clubes
| Club                      | País      | Año       |
| ------------------------- | --------- | --------- |
| Aalborg BK                | Dinamarca | 2018-2020 |
| F. C. Copenhague          | Dinamarca | 2020-2023 |
| Hamburgo S. V. (cedido)   | Alemania  | 2021-2022 |
| Karlsruher S. C. (cedido) | Alemania  | 2022-2023 |
| F. C. Union Berlin        | Alemania  | 2023-2024 |
| 1. F. C. Heidenheim 1846  | Alemania  | 2024-     |
| Karlsruher S. C. (cedido) | Alemania  | 2025      |